# Temporada de furacões no oceano Atlântico de 2004
A temporada de furacões no Atlântico de 2004 foi um evento no ciclo anual de formação de ciclones tropicais. A temporada começou em 1 de junho e terminou em 30 de novembro de 2004. No entanto, a tempestade tropical Otto formou-se o último dia da temporada e permaneceu ativa nos primeiros três dias de dezembro. Estas datas delimitam convencionalmente o período de cada ano quando a maioria dos ciclones tropicais tende a se formar na bacia do Atlântico.
A atividade da temporada de furacões no Atlântico de 2004 ficou muito acima da média, com um total de 15 tempestades dotadas de nome e nove furacões, sendo que seis destes atingiram a intensidade igual ou superior a um furacão de categoria 3 na escala de furacões de Saffir-Simpson.
A temporada começou efetiamente com a formação do furacão Alex ao largo da costa leste dos Estados Unidos, em 31 de julho. Dias depois, o furacão Charley atingiu com violência Cuba e a Flórida. Somente nos Estados Unidos, Charley causou 14 bilhões de dólares em prejuízos. No final de agosto, o furacão Frances afetou severamente as Bahamas e novamente a Flórida, causando outros 9 bilhões de dólares em prejuízos. O furacão Ivan, o mais intenso da temporada, afetou severamente Granada e atingiu a costa do golfo dos Estados Unidos naquele setembro, causando mais 13 bilhões de dólares em prejuízos. O furacão Jeanne causou mais de 3.000 mortes durante sua passagem pelo Haiti poucos dias depois.

## Nomes das tempestades
Os nomes seguintes foram usados para dar nomes a tempestades que se formam em 2004 no oceano Atlântico. Esta é a mesma lista usada na temporada de 1998, exceto por Georges e Mitch, que foram substituídos por Gaston e Matthew.
| - Alex - Bonnie - Charley - Danielle - Earl - Frances - Gaston | - Hermine - Ivan - Jeanne - Karl - Lisa - Matthew - Nicole | - Otto - Paula (sem usar) - Richard (sem usar) - Shary (sem usar) - Tomas (sem usar) - Virginie (sem usar) - Walter (sem usar) |

Devidos aos impactos causados pelos furacões Charley, Frances, Ivan e Jeanne, seus nomes foram retirados e substuídos por Colin, Fiona, Igor e Julia, que foram usados na temporada de 2010. A temporada ficou marcada pelo maior número de retiradas de nome já ocorrida, com quatro nomes retirados. Apenas as temporadas de 1955 e 1995 tiveram também quatro nomes retirados, que foi superado pela temporada de 2005, com cinco nomes retirados.